# (1792) Reni
(1792) Reni es un asteroide que forma parte del cinturón de asteroides y fue descubierto por Liudmila Ivanovna Chernyj el 24 de enero de 1968 desde el Observatorio Astrofísico de Crimea, Naúchni.

## Designación y nombre
Reni fue designado al principio como 1968 BG.
Más tarde, se nombró por la ciudad ucraniana de Reni, patria chica del astrónomo Aleksandr N. Deich.

## Características orbitales
Reni orbita a una distancia media del Sol de 2,778 ua, pudiendo acercarse hasta 2,006 ua. Tiene una inclinación orbital de 9,008° y una excentricidad de 0,278. Emplea en completar una órbita alrededor del Sol 1691 días.